# Noziya Karomatullo
Noziya Karomatullo (Tayiko: Нозияи Кароматулло; Dusambé, 7 de febrero de 1988) es una cantante tayika, conocida en Irán, Afganistán, India y Sri Lanka.

## Biografía
Nació el 7 de febrero de 1988 en Dusambé en la familia del famoso cantante tayiko Karomatullo Qurbonov. En 2005 se graduó por la Escuela de Música Maliki Sobirova. Luego, en la ciudad de Nueva Delhi, ingresó al diplomado académico en Voz y Danza, se graduó con honores del Conservatorio de la India en 2010.
La popularidad de Noziya Karomatullo ha crecido desde 2010 entre las personas amantes de las canciones. Sus actuaciones se han vuelto muy populares en la televisión y la radio nacionales.
Es miembro del conjunto de variedades "Oriya" del Comité de Televisión y Radio del Gobierno de la República de Tayikistán y su hermano Muhammadrofei Karomatullo es el director artístico de este conjunto.

## Logros
En 2007, ganó el concurso de danza clásica kathak en India.